# Notogoneus osculus
|  | Dieser Artikel wurde aufgrund von formalen oder inhaltlichen Mängeln in der Qualitätssicherung Biologie zur Verbesserung eingetragen. Dies geschieht, um die Qualität der Biologie-Artikel auf ein akzeptables Niveau zu bringen. Bitte hilf mit, diesen Artikel zu verbessern! Artikel, die nicht signifikant verbessert werden, können gegebenenfalls gelöscht werden. Lies dazu auch die näheren Informationen in den Mindestanforderungen an Biologie-Artikel. |

Notogoneus osculus (Gr.: νῶτος Rücken[flosse], γωνιαῖος (vereinfacht zu goneus) [drei]eckig, lat.: osculum = Mäulchen) war ein eozäner Süßwasserfisch in Nordamerika. Er gehört, weil er in Seen mit dicker Faulschlammschicht (Fossil Butte Member der Green-River-Formation) vorkam, zu den bestüberlieferten Formen seiner Zeit. Aus der Gattung Notogoneus (Oberkreide bis oberes Oligozän) sind ca. acht weitere Arten in Europa, Asien, Nordamerika und Australien beschrieben. Sie ist mit der rezenten Gattung Gonorynchus nahe verwandt, so dass man deren „Rückzug“ ins Meer begreift: die Notogoneus-Arten im Süßwasser mussten den verwandten, aber weiter entwickelten Karpfenartigen (u. a.) weichen.

## Beschreibung
Notogoneus unterscheidet sich von Gonorynchus (Nahrung: kleine Krebstiere wie Harpacticoida u. ä.) durch eine plumpere Gestalt. Das Maul ist größer und seine Flossen sind nicht zum Schwanz hin verschoben, erlaubten ihm also keinen hechtartigen Schnellstart. Beide gehören zu den Gonorynchidae, die es mit †Charitosomus, †Chanopsis, †Judeichthys und †Ramallichthys seit der mittleren Kreide (Cenomanium) gab. Mit den Otophysi, deren ursprünglichste Formen die Karpfenartigen (Cypriniformes) sind, teilen die Gonorynchiformes die Alarmreaktion auf den in der Haut gespeicherten Schreckstoff (sie sind also mehr oder weniger gesellig) und die Zahnlosigkeit der Kiefer. Zähne zum Zerquetschen sind mitten im Rachen (wie bei den Gonorynchidae) aber weniger günstig als am Eingang zur Speiseröhre (z. B. bei den Cyprinidae), damit durch die Kiemenspalten möglichst wenig verlorengeht. Die Karpfenfische sind magenlos, was als Anpassung an Mollusken-Nahrung gesehen wird; die Gonorynchiden haben so ein „Stadium“ aber nicht durchlaufen (Pylorusschläuche und Magen sind korreliert). Unklar ist noch die Herausbildung des Weberschen Apparats, zu dem es bei den Gonorynchidae gewisse „Andeutungen“ gibt – Notogoneus hatte wohl eine Schwimmblase (Gonorynchus kann sie im Meer aufgegeben haben), die er vielleicht sogar wie seine Verwandten Chanos, Kneria und Phractolaemus zur Luftatmung verwendet haben kann, denn er lebte ja in Gewässern, die mitunter sauerstoffarm waren.
Im Bau des Schädels bestehen große Ähnlichkeiten zu Gonorynchus (Ridewood 1905; Gregory 1933). Leider gibt es zu letzterem keine funktionelle Analyse, so dass die starke Reduktion gerade der Praemaxillaria (bei beiden) unklar bleibt – so etwas ist von anderen Benthos-Fressern nicht bekannt. (Gewisse funktionelle Ähnlichkeiten bestehen zu Zoarces americanus.) Maxillen und Unterkiefer sind groß, das Maul selbst aber war klein, bogenförmig, was für kräftiges Saugschnappen zum Nahrungserwerb spricht. Das Suboperculum ist sehr vergrößert (hinten lappig eingeschnitten; auch bei Gonorynchus ist die Branchiostegalmembran – mit vier Radien bei beiden Gattungen – noch ziemlich groß und am „Isthmus“ angewachsen.) Das Interoperculum ist lang und groß, das Dentale gegenüber dem Articulare abgewinkelt. Perkins (1970) vermutet einen kleinen Aω am Dentale – dieser Muskel kommt zwar – aus unklaren Gründen – bei keinem rezenten Gonorynchiformen vor, ist jedoch nach Erfahrungen mit Cypriniden (bei denen er auch meist, aber nicht immer fehlt) dennoch nicht auszuschließen.

## Verwandtschaft
Von den Synapomorphien der Gonorynchiformes, die Wiley und Johnson (2010) auflisten, kann man bei Notogoneus die folgenden erkennen:
1. Interorbitalseptum weitgehend reduziert (Augen groß, Schädel vorne sehr schmal, Mesethmoid und Nasalia wie bei Gonorynchus sehr klein, Nasenkapseln ohne Seitenwand; Riechnerv tritt durchs Frontale (!); Pterosphenoide klein und weit getrennt; Basisphenoid und Orbitosphenoid fehlen; die Parasphenoidflügel reichen weit zum Sphenoticum hinauf).
2. Parietalia klein, weit getrennt (lateroparietal; bei Gonorynchus sehr klein; Frontalia dafür sehr groß, quadratisch, mit schmalen supraorbitalen Fortsätzen; Hirnschädel breit und niedrig). Die Frontalia sind aber nicht verschmolzen (wie vordem vermutet).
3. Suspensorium gestreckt (Kiefer kurz.- Metapterygoid schwach – bei Gonorynchus fast nur bandartig – etwas sehr Ausgefallenes!). Palatinum vor dem Praefrontale noch weit nach vorn ins Rostrum reichend, das Maxillare gelenkt daran.
4. Epicentralia (Gräten) vorhanden, drei Serien (samt „Kopfrippen“; Patterson & Johnson 1995); von T. Monod (1963) als „Dorsalrippen“ (wie sie die Haie haben) aufgefasst. (Bei Notogoneus fossile Spuren deutlich.)
5. Epibranchialorgan vorhanden[En 5][En 6] – ist auch für Notogoneus anzunehmen, da plesiomorph und funktionell noch wichtig. Vgl. Muskulatur bei Springer & Johnson (2004).[En 7]
6. Erster Neuralbogen vergrößert, mit Supraoccipitale und den Exoccipitalia syndesmotisch verbunden. (Bei Otophysi weiterentwickelt zu einem Teil des Weberschen Apparates.) Basioccipitale mit Gelenkkopf für den ersten Wirbel (Ridewood 1905) – wäre wieder etwas sehr Ausgefallenes.
7. Pharyngealia inferiora (“untere Schlundkiefer”, Ceratobranchiale V) zahnlos (sonst bei Teleostei sehr selten: Gyrinocheilus). (Zahnplatten bei †Charitosomus, †Notogoneus und Gonorynchus bloß entopterygoid-basibranchial: Quetschzähne.)
8. Ligamentum Baudeloti (ein Ligament zwischen Exoccipitale und Schultergürtel [Supracleithrum], das dessen Lateralbewegung begrenzt; bei Meiophagen (Kleintierfressern) unwichtig, daher nicht vorhanden (Patterson & Johnson 1995)[En 8][En 6]).
9. Vorderste Rippe (am dritten Wirbel) deutlich breiter als die folgenden.[En 6] (Insgesamt hatte Notogoneus 35 Paar Rippen.)

(Merkmal 10 und 11 betreffen den Oesophagus (Speiseröhre), sind daher für Notogoneus verloren.)
12. Zweites Uroneurale rostroventral verlängert. (Schwanzskelett: zentrales Element besteht aus pu1+u1+u2+un1, ist also weniger konzentriert als bei Gonorynchus.)
Dass Notogoneus eine Bartel besaß, ist unwahrscheinlich (das Maul ist weniger weit unterständig und größer als bei Gonorynchus). Die Flossenformel D (I/)13-15, A 9-10, P 14-15, V 8, C 19-20 kommt gut mit der von Gonorynchus überein. 50 oder 51 Wirbel (Gonorynchus: 54 oder 55). Schuppen klein (ca. zwei pro Myotom; bei Gonorynchus ist auf der Seitenlinie nur jede dritte durchbohrt). Wie bei Gonorynchus war auch der Kopf mit länglichen, hinten samtartig bedornten Schuppen (also Ctenoidschuppen eigener Art) bedeckt. Notogoneus osculus erreichte 60 cm Länge – wie die größte Gonorynchus-Art (G. gonorynchus). Die Schwanzflosse ist hinten nur wenig eingeschnitten.

## Ökologie

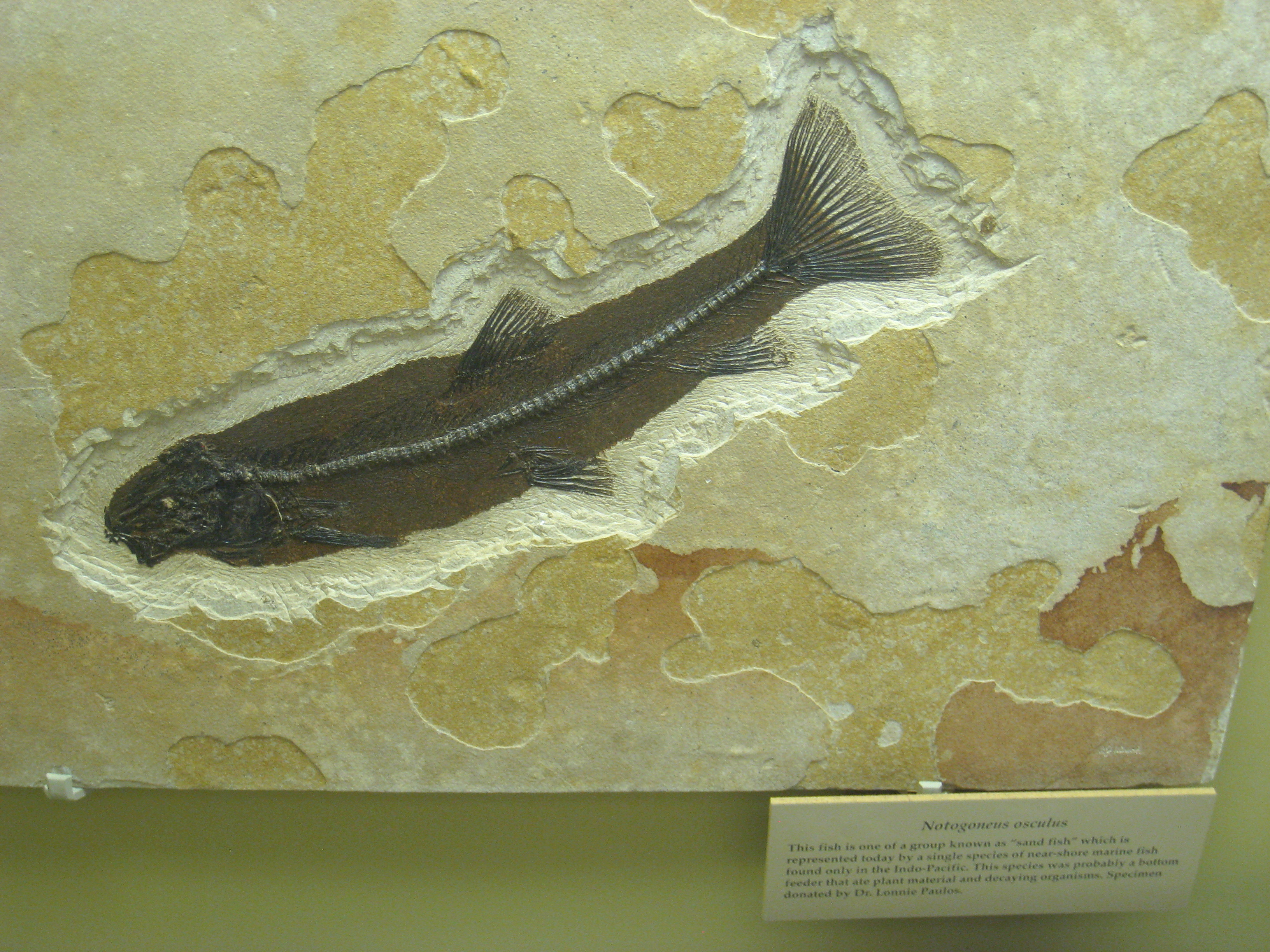
Fossil im Utah Museum of Natural History, Salt Lake City.

Die meisten Fische stammen aus dem Sediment des untereozänen Fossil Lake im südwestlichen Wyoming. Die alte Sedimentoberfläche zeigt sogar noch Schwimm-, Nahrungsspür- und Schnappspuren, die höchstwahrscheinlich Notogoneus zuzuordnen sind. Die Nahrung bestand aus weicheren Sedimentbewohnern (Oligochaeten, Krebsen, Insektenlarven, die mit dem „inneren Biss“ zerdrückt werden konnten, vielleicht auch dünnschaligen Weichtieren, Algen und Pflanzenteilen). Das Laichen fand möglicherweise in Zuflüssen statt (man findet im Seesediment keine Fossilien von Jungtieren, auch nicht in Ufernähe). Im Fossil Lake, der Millionen Jahre bestand, kamen mit Notogoneus auch Heringsverwandte (Knightia und Diplomystus), Saugkarpfen, Welse, ein Hecht (Esox), Percopsidae, Asineopidae und frühe Barsche, daneben Süßwasserrochen, Löffelstöre, Knochenhechte, Amiidae, Knochenzüngler und Mondaugen vor.